# Sonntagskind
Der Begriff Sonntagskind bezeichnet ursprünglich eine Figur der europäischen Volkskunde und hat einen massiven Bedeutungswandel – vom „Geisterseher“ hin zum „Glückskind“ – durchlaufen.

## Begrifflichkeit
Der Begriff Sonntagskind müsste eigentlich „Samstagskind“ lauten, da sich der Begriff ursprünglich auf Menschen bezog, die an einem Samstag geboren wurden und denen man bestimmte magische Kräfte und Fähigkeiten zusprach. Der Samstag, der jüdische Sabbat, wurde bis ins frühe Mittelalter als der geheiligte Wochentag gefeiert. Somit wurden Kinder, die an diesem Tag geboren wurden, als in besonderer Weise gesegnet angesehen.
Erst im 13. Jahrhundert wurde der geheiligte Wochentag im Einflussbereich der römischen Kirche endgültig und verbindlich vom jüdischen Sabbat auf den Sonntag verlegt, weil der Unterschied zwischen Judentum und Christentum auch hierdurch verdeutlicht werden sollte. Der Glaube, dass die am heiligen Wochentag geborenen Kinder besonders begabt seien, blieb jedoch bestehen, wodurch der Begriff „Sonntagskinder“ entstand. Im Einflussgebiet der orthodoxen Kirchen wurde hingegen weiterhin der Samstag geheiligt, weswegen dort „Glückskinder“ auch heute noch „Sabbatanios“ (griechisch) oder „Subatnik“  (Südslawisch) heißen.

## Sagen und Geschichte
Viele Sagen und Geschichten ranken sich bis heute um den Mythos der Samstags- bzw. Sonntagskinder. Zu den Eigenschaften der Sonntagskinder gehörte ursprünglich nicht, wie dies der heutige Sprachgebrauch suggeriert, die Fähigkeit, anderen Menschen Glück zu spenden und selbst glücklich zu sein.
Sie sollen vielmehr in der Lage gewesen sein, dämonische Wesen zu erkennen und zu bekämpfen bzw. diese durch ihre immanenten Kräfte im Grab zu bannen. Sonntagskinder waren geistersichtig und konnten einen dämonischen Unhold oder einen untoten Wiedergänger, der Normalsterblichen verborgen blieb, sehen oder riechen.
Der britische Volkskundler George F. Abbott berichtete, dass ein makedonischer „sabbatanios“ gegen die Angriffe durch wiederkehrende Tote geschützt, seinerseits aber in der Lage war, einen solchen Vampir zu vernichten. Nach George F. Abbott bannte ein Samstags- oder Sonntagskind einen solchen Wiedergänger in einen Stall und durchbohrte diesen dort mit einem langen Eisennagel.
Aus unterschiedlichen Teilen Europas – vor allem aus der Region des Balkan und aus dem angelsächsisch-irischen Bereich – sind Berichte überliefert, die von der zerstörerischen Wirkung der Körpersäfte eines Sonntagskindes berichten. Hier spielen vor allem Speichel und Urin eine große Rolle, so ließen diese Körpersäfte einen Wiedergänger bzw. Vampir zu Staub zerfallen, sobald dieser damit in Berührung kam.
Noch im 19. Jahrhundert war es bei den Südslawen üblich, einen sogenannten Subatnik, einen Geisterseher, zu holen, wenn Grund zu der Befürchtung bestand, ein kürzlich Verstorbener könne in der Nacht das Grab verlassen, um die Lebenden heimzusuchen. In einem solchen Fall ging der Geisterseher mit einem Pferd, meist einem Schimmel, über den Friedhof, bis das Tier sich nicht mehr zum Weitergehen bewegen ließ oder scheute. War das Grab des vermeintlichen Vampirs gefunden, konnte der „Subatnik“ entweder einen langen Hagedornpfahl in den Boden rammen oder auf das Erdreich über dem verdächtigen Leichnam urinieren, worauf der Vampir, so die Vorstellung, augenblicklich verweste oder zu Staub zerfiel.
Im deutschsprachigen Raum wurden Sonntagskinder ebenfalls mit einem Pferd über den Friedhof geschickt, verfügten jedoch nicht mehr über die im Volksglauben Südosteuropas bekannte Fähigkeit, den Wiedergänger zu vernichten. Sie konnten allenfalls den Untoten durch bestimmte, jedoch nur bruchstückhaft überlieferte Maßnahmen im Grab bannen oder durch Gebete seine Erlösung bewirken.

## Christentum
Unter dem Einfluss der christlichen Lehre wurde der Glaube an Geister und untote Wiedergänger als Aberglaube verurteilt und der Glaube an die magischen Kräfte der Sonntagskinder verflachte im Lauf der Zeit. 
Sonntagskinder konnten allenfalls noch den Tod von Menschen vorhersehen, wenn sie etwa einen für andere unsichtbaren Leichenzug vor einem Haus in der Nachbarschaft halten sahen. Erblickten sie einen Leichenzug über dem eigenen Haus, wussten sie, dass sie selbst bald sterben würden. 
Im Rheinland mussten Sonntagskinder oftmals einen Toten auf den Schultern auf den Friedhof tragen (im Dialekt: „ne duude pööze“) und diesem sein zukünftiges Grab zeigen – vermutlich eine schwache Erinnerung an die Zeiten, in denen geglaubt wurde, dass Sonntagskinder potenzielle Wiedergänger in ihrem Grab bannen konnten.
Die mit dem Dasein eines Sonntagskindes verbundenen Gaben waren unerwünscht, denn sie hatten zur Folge, dass der Betreffende nicht nur den Tod von Freunden, Verwandten und Nachbarn voraussah, sondern oft genug auch sein eigenes Ende. Der Glaube, das Sonntagskind komme häufig mit dem Tod in Berührung, ließ die Betreffenden in dörflichen Gemeinschaften oft zu gemiedenen Außenseitern werden. 
Eine aus dem Bergischen Land stammende Sage, die gegen Ende des 19. Jahrhunderts aufgezeichnet wurde, handelt von einem geistersichtigen Mädchen, das in bestimmten Nächten, von zwei großen Hunden begleitet, in den Kampf gegen die bösen Geister ziehen musste. Alle Menschen in ihrem Dorf, vor allem die Kinder, fürchteten sich vor ihr, und der Sagenerzähler fügte hinzu, dass diesem Sonntagskind kein langes Leben beschieden war. 
Daher drängt sich der Verdacht auf, dass die häufig zu hörende, synonyme Bezeichnung „Glückskind“ ursprünglich eher euphemistisch gemeint war und eher das Gegenteil bedeutete. Eltern versuchten so in früheren Zeiten, ihr an einem der magischen Samstage bzw. Sonntage geborenes Kind vor seinem vermeintlichen Schicksal zu schützen.

## Veränderung des Begriffs Sonntagskind
Nach dem Verblassen des von der katholischen und vor allem von der protestantischen Kirche bekämpften Wiedergängerglaubens in Westeuropa wurden Sonntagskindern in der folge andere Fähigkeiten zugeschrieben, so etwa die Fähigkeit der Heilung durch Handauflegen oder Verabreichung besonderer Medizin. Im englisch-schottischen Grenzland und in den ländlichen Gebieten Südenglands praktizierten beispielsweise um 1870 Wunderheiler, die Tinkturen anwandten, in die sie ihren Urin mischten. Ähnliches wurde beispielsweise noch um 1910 aus dem nordwalisischen Betws-y-Coed berichtet. Die letzte Schwundphase des ursprünglichen Glaubens an die magischen Kräfte des Sonntagskindes stellte die Auffassung dar, dass ein derartig begabter Mensch Glück brachte und beispielsweise die Lottozahlen vorhersagen konnte. Die Berührung eines Sonntagskindes sollte ebenfalls Glück bringen.